# Україна (телеканал)
«Україна» (офіційно ТОВ «ТРК „Україна“») — закритий український телеканал, що 13 березня 1993 року почав мовлення як регіональний донецький телеканал. Канал мав статус національного з 2004 року. Входив до «Медіа група Україна», що була частиною «SCM» українського олігарха Ріната Ахметова.

## Історія
Канал створено в Донецьку в березні 1993 року як державне комунальне підприємство «Дока-ТВ». Заставником каналу була Донецька міська рада. Канал почав телемовлення в Донецьку на сьомому каналі, де в результаті розділила час з іншими телекомпаніями — «АСКЕТ 7х7» та Скет. Канал був відомий своєю українофобською політикою Донбасу та небажанням транслювати відеопродукцію українською мовою до 2009 року.
До кінця 1990-х років телекомпанія «АСКЕТ» була викуплена структурами Ріната Ахметова, а у зв'язку з переліцензуванням каналів і частот нові власники телеканалу «АСКЕТ» запропонували ТРК «Україна» об'єднатися на взаємовигідних умовах для того, щоб не ділити канал, а розвивати його спільно. Таким чином, у березні 2001 року було утворено ЗАТ «ТРК „Україна“», яке і отримало ліцензію на шостий метровий канал в Донецьку, а згодом — на низку каналів у Донецькій та Луганській областях. 2001 року вже офіційно основним акціонером телеканалу «Україна» стає група «SCM» Ріната Ахметова, яка на той час володіла 75 % акцій телеканалу (згодом, 2007 року, SCM стане власником вже 99 %, а у 2010—100 % акцій телеканалу).
У 2002—2003 роках компанія продовжила активний розвиток, отримавши більше сотні телевізійних частот по всій Україні, серед яких і 11 телеканал в Києві, на якому канал розпочав мовлення у червні 2003 року. Того ж року канал розпочинає мовлення також і через супутник. У квітні 2003 року ТРК «Україна» увійшла в найбільш доступні пакети київського кабельного оператора «Воля». А 2004 року канал отримує статус національного.
На той час телеканал «Україна» за своїм наповненням і якості програмного контенту був досить слабким у порівнянні з київськими мовниками. Етерне мовлення велося через малопотужний передавач. Втім, практично 100 % проникнення каналу в київські кабельні мережі нівелювало дану проблему, проте для тих телеглядачів, які брали сигнал з етеру, вона залишалася актуальною. Відповідно, в перший рік мовлення в етерному просторі Києва ТРК «Україна» практично залишалася непоміченою. Однак канал приваблював телеглядачів трансляціями футбольних матчів, зокрема донецького ФК «Шахтар».
У цей час канал вирішив вести проросійську етерну політику та мовити виключно російською мовою (ігноруючи потреби україномовних споживачів). Так 2003 року, в підсумковому документі Рахункової палати України за результати аналізу стану виконання Комплексних заходів із всебічного розвитку української мови, планування та використання коштів Державного бюджету України на їх впровадження, підготовленого департаментом контролю видатків на соціальну сферу та науку і затверджено постановою Колегії Рахункової палати від 16 вересня 2003 року, зазначалося, що причиною відсутності українськомовного мовлення комерційних телеканалів є відсутність контролю за дотриманням ними ліцензійних умов з боку Національної ради України з питань телебачення і радіомовлення. Як приклад найбільш кричущого порушення конституційних норм щодо використання української мови у телерадіопросторі України, Рахункова палата України навела приклад трансляцій нещодавноствореного телеканалу «Україна», де всі без винятку передачі велися російською мовою.
Під час Помаранчевої революції 2004 року саме ТРК «Україна» асоціювався як медіа ресурс проросійського «біло-синього табору» Януковича. Вже після помаранчевої революції, в усі подальші роки канал продовжує бути незмінним ретранлятором ідеології Партії регіонів (а згодом і Опозиційного блоку) та її спонсора Ріната Ахметова.
Згодом телеканал почав формувати власну медіа-групу: 2008 року було оформлено Медіа Групу Україна, куди окрім ТРК Україна також увійшов і новостворений спортивний телеканал «Футбол». Восени 2009 року ТРК «Україна» запустила в Донецьку в метровому діапазоні регіональний канал «Донбас», продовжуючи власне мовлення на дециметрових хвилях.
Наприкінці 2008 року телеканал перезапустив свій вебсайт за адресою http://kanalukraina.tv [Архівовано 22 березня 2022 у Wayback Machine.] повністю переробивши його дизайн. Наприкінці 2009 року ТРК «Україна» переїхав з Донецька в Київ у нове приміщення, в якому розташувалися студії та апаратні телеканалів «Україна» та «Футбол». Донецькі студійні приміщення ТРК «України» перейшли в розпорядженні телеканалу «Донбас».
2010 року канал спробував зареєструвати оновлений логотип зі словом «Україна» (до цього на лого було словосполучення «ТРК „Україна“» або «Телеканал „Україна“» а не просто «Україна») як торгову марку, відповідно керівництво каналу подало заяву № 2010 10825 про реєстрацію торгової марки «Україна» до Державної служби інтелектуальної власності України. Державна служба інтелектуальної власності України у відповідній заяві телеканалу відмовила, оскільки приватні компанії не мають право використовувати офіційну назву держави Україна як комерційну торгову марку. Згодом телеканал подав апеляцію на рішення Державної служби інтелектуальної власності України про відмову ТОВ «Телерадіокомпанія „Україна“» в реєстрації торгової марки «Україна» за заявою № 2010 10825 і у серпні 2012 року комісія прийняла схвальне рішення по апеляційні заяві телеканалу і зобов'язало Державну службу інтелектуальної власності України дозволити ТОВ «Телерадіокомпанія „Україна“» використовувати офіційну назву держави Україна у зображеннях свойого логотипу.
У квітні 2013 року канал придбав права на те, аби 2016 року бути офіційним українським транслятором УЄФА «Євро-2016» та ФІФА Чемпіонат світу з футболу 2018 в Росії. Офіційним транслятором Ліги чемпіонів та Ліги Європи УЄФА 2015, 2016 і 2017 років, а також кваліфікаційних матчів Євро-2016 також був телеканал Україна.
18 травня 2020 року почав мовлення у стандарті високої чіткості (HD).
У зв'язку з російським вторгненням в Україну з 24 лютого по 22 липня 2022 року телеканал цілодобово транслював інформаційний марафон «Єдині новини» з власним логотипом, причому з 28 лютого по 9 травня — з логотипом спорідненого каналу «Україна 24». В етері була відсутня реклама.
11 липня 2022 року кінцевий власник медіахолдингу Рінат Ахметов оголосив про припинення діяльності телеканалів та друкованих ЗМІ «Медіа Групи Україна» та вихід материнської компанії «SCM» з медіа бізнесу, обумовивши це прийняттям закону про деолігархізацію. Всі ліцензії якими володіли телеканали будуть передані у власність держави. Пізніше у медіагрупі прояснили що державі передані тільки ліцензії, які видавала НацРада з питань телебачення та радіомовлення, а активи телеканалів будуть розпродані. З наступного дня, 12 липня, всі телеканали медіагрупи припинили самостійне мовлення і розпочали трансляцію марафону «Єдині новини».
22 липня 2022 року телеканал припинив своє мовлення.

## Рейтинги
За даними GFK станом на 2005 рік ТРК Україна посідала 6-те місце серед загальноукраїнських телеканалів із часткою 3,12 % (рейтинг — 0,42 %). Вже до 2009 року канал суттєво підняв рейтинги і пробивсь на 2-ге місце серед загальноукраїнських телеканалів, поступаючись лише Інтеру, і маючи середню частку у 9,23 %.
Починаючи з 2015 року канал стабільно тримався у топ-5 каналів за часткою теле-аудиторії України. Так, за даним Індустріального Телевізійного Комітету (ІТК, дані панелі Nielsen) серед аудиторії 4+ (вся Україна) в грудні 2015 року ТРК Україна посів третє місце і здобув частку 9,20 %, а у грудні 2016 — частку 10,82 % і теж посів третє місце. У грудні 2017 канал вперше в історії посів перше місце серед загальноукраїнських телеканалів здобувши частку 12,42 % серед аудиторії 4+ (вся Україна).
2018 року канал знову посів перше місце серед загальноукраїнських телеканалів з часткою 11,63 % серед аудиторії 18—54 (міста 50 тис.+).
2019 року канал знову посів перше місце серед загальноукраїнських телеканалів, однак зі зменшенням частки до 11,00 % серед аудиторії 18—54 (міста 50 тис.+).
2020 року канал знову посів перше місце серед загальноукраїнських телеканалів, однак зі зменшенням частки до 9,48 % серед аудиторії 18—54 (міста 50 тис.+).
2021 року канал знову вперше за кілька років втратив першість і посів четверте місце серед загальноукраїнських телеканалів за авдиторією 18—54 (міста 50 тис.+), з падінням частки до 7,62 % серед.

## Мовлення
Загальне покриття телеканалу «Україна» на квітень 2020 року становило 96,5 % всіх домогосподарств України. Канал був доступним через супутникове мовлення (супутник Astra 4A); в пакетах українських кабельних провайдерів («Volia», «Triolan», «Ланет» тощо), через цифрове DVB-T та DVB-T2 мовлення, у провайдерів OTT інтернет-телебачення тощо.

## Логотипи
Телеканал змінив 10 логотипів.
| Логотип | Опис |
| ------- | --- |
|         | З 13 березня 1993 до 28 лютого 2001 року логотипом було слово «УКРАЇНА» написане великими синіми літерами та розділене посередині двома лініями, схожими на велику літеру «Л» а також широкими рисками трьох кольорів (згори донизу): синього, жовтого та червоного. Слово «УКРАЇНА» було обведено коло-подібною фігурою, знизу якої було три слова «ТЕЛЕ», «РАДІО», «КОМПАНІЯ». Знаходився у правому нижньому куті екрана. |
|         | З 1 березня 2001 до 2 березня 2003 року логотипом було слово «УКРАЇНА», над яким розташовувався напис «ТРК». Слова розділені жовтою лінією. Знаходився спочатку у правому нижньому куті, потім перемістився у правий верхній |
|         | З 3 березня 2003 до 29 жовтня 2006 року логотипом був прапор синього та жовтого кольору, всередині угорі слово «УКРАЇНА», а внизу слово «ТРК» білого кольору. Знаходився там само. |
|         | З 30 жовтня 2006 до 30 червня 2010 року логотипом було слово «УКРАЇНА» білого кольору, а літера «Ї» мала вигляд стовпчика, з вертикально розміщеними синьою та жовтою крапками. Праворуч від слова «Україна» горизонтально розміщувалися два квадрати однакового розміру: жовтий і синій. |
|         | Четвертий логотип телеканалу, який використовувався в анонсах та заставках, а також на офіційному сайті й у ЗМІ. |
|         | З 1 липня 2010 до 31 липня 2013 року логотипом було слово «УКРАЇНА» з жирними крапками над літерою «Ї». Були варіанти логотипу кольорового або повністю білого. Останній використовувався в етері. |
|         | З 1 серпня 2013 до 28 квітня 2020 року та з 19 травня 2020 до 30 січня 2022 року логотипом було слово «УКРАЇНА» білого кольору з літерою «Ї» у вигляді стилізованої одиниці, крапки якої помаранчевого кольору використовувався в анонсах та заставках, а також на офіційному сайті й у ЗМІ. |
|         | З 29 квітня до 18 травня 2020 року логотип мав вигляд жовтих напівдуг, під якими дрібним шрифтом написане слово «УКРАЇНА». Цей дизайн використовувався в анонсах і заставках, а також на офіційному сайті та у ЗМІ, при етерному логотипі варіанта 2013 року. |
|         | З 31 січня до 9 травня 2022 року використовувався схожий логотип, але змінився шрифт, а крапки над літерою «Ї» стали білими. |
|         | З 10 травня до 22 липня 2022 року логотип зразка квітня 2020 року, але шрифт слова «УКРАЇНА» такий самий, як у попередньому логотипі, використовувався в анонсах і в заставках, а також на офіційному сайті та у ЗМІ З 23 лютого до 5 липня 2022 року праворуч логотипа був маленький прапор України, а під лого білий прямокутник із синім написом «МИ СИЛЬНІ».                                                            |

## Гасло
У різні роки свого мовлення канал мав різні гасла.
- З 1 липня 2010 до 31 липня 2013 року гаслом каналу був вираз «Бачити серцем»[30].
- З 1 серпня 2013 до 20 серпня 2017 року гаслом каналу був вираз «Моя країна. Моє телебачення»[31].
- З 21 серпня до грудня 2017 року гаслом каналу був вираз «Прем'єри щодня»[32].
- З 2018 до 2020 року гаслом слугувала фраза «Дивись найкращих»[33]. З 2019 до 2022 року як додаткове гасло використовувалось «Найкраще кіно на каналі „Україна“».
- Із серпня 2020 до липня 2022 року основним гаслом каналу був вираз «Канал великих подій», що використовувався разом з додатковим гаслом.

## Керівництво
Станом на червень 2019 року, поточне керівництво каналу складалося з:
| - Вікторія Корогод — Керівниця каналу «Україна» - Юрій Сугак — Головний редактор «Новинної Групи Україна», головний редактор каналу «Україна» - Олена Канішевська — Креативна продюсерка, директор продакшн-компанії «Теле Про» - Юлія Гатітуліна — директор департаменту планування програм - Наталя Стрибук — Головна продюсерка департаменту кіно-серіального виробництва - Софія Паненко — Фінансова директор каналу «Україна» | - Анатолій Сябро — Директор департаменту розважальних програм - Тетяна Нікітіна — директор департаменту аналітики - Богдан Жданов — Директор департаменту розвитку мережі мовлення каналу «Україна» - Андрій Хлапонін — Директор технічного департаменту - Ірина Черняк — директор департаменту із закупівель програм |

## Структура власності
Телеканал «Україна» на 100 % належав Рінату Ахметову, якому через офшори належить 100 % холдингу «SCM», який своєю чергою через офшори володіє 100 % «Медіа Група Україна», якій власне й належить канал.

## Наповнення етеру
Основна сітка каналу складалася з телешоу, російськомовних фільмів та серіалів, переважно українського виробництва.

### Телепрограми власного виробництва
Україномовні (або україномовні починаючи з пізніших сезонів)
| Назва                  | Опис                                                                       | Ведучі |
| ---------------------- | -------------------------------------------------------------------------- | --- |
| Сьогодні               | Щоденна інформаційна програма                                              | Олена Кот, Анна Панова, Максим Сікора, Марина Кухар, Віталій Школьний, Ігор Пупков, Людмила Добровольська, Юлія Галушка                                 |
| Сьогодні. Підсумки     | щотижнева інформаційно-аналітична програма                                 | Олег Панюта |
| Ранок з Україною       | Ранкова програма                                                           | Григорій Герман, Лілія Ребрик, Анатолій Анатоліч, Олександр Шадров, Ірина Хоменко, Марія Мельник                                                        |
| Говорить Україна       | Ток-шоу                                                                    | Олексій Суханов |
| Зірковий шлях          | Проєкт про життя та творчий шлях зірок шоу-бізнесу та різних відомих людей | Даніель Салем (з квітня 2021 року), Тимур Мірошниченко (з вересня 2019 до квітня 2021 року), Олександр Скічко (до травня 2019 року), і Альона Вінницька |
| Головна тема           | Суспільно-резонансний проєкт                                               | Олена Кот |
| Контролер              | Проєкт розслідувань                                                        | Ярослав Куц |
| Гучна справа           | Проєкт журналістських розслідувань                                         | Тимур Асланов |
| Історія одного злочину | Документальний детектив про розкриття конкретного злочину                  | Олександра Соколовська |
| Хід прокурора          | Документальний детектив про справи злочину                                 | Святослав Піскун |
| Реальна містика        | 1-4 сезони — російською україномовний починаючи з 5 сезону                 | |
| Агенти справедливості  | 1-2 сезони — російською україномовний починаючи з 3 сезону                 | |
| Місія: краса           | Перший власний мейковер-проєкт перевтілень                                 | Ільяс Сахтара, Анастасія Касілова, Ірина Фролова |
| Дивовижні люди         | Інтелектуальне розважальне шоу                                             | Олександр Скічко |
| Маска                  | Співочо-детективне шоу                                                     | Володимир Остапчук |
| Мисливці за дивами     | Тележурнал історій                                                         | Анастасія Кошман і Назар Хассан |
| Співають всі           | Співоче шоу                                                                | Володимир Остапчук |
| Слідами                | Програма журналістських розслідувань                                       | |
| «AutoNews»             | Проєкт, присвячений новинам автомобільної індустрії                        | Ігор Кравцов (Харків) та Інна Кравцова (Донецьк) |

- «Срібний апельсин»
- «Яка то мелодія»
- «Життєві сенсації»
- «Народна зірка» — музичне талант-шоу. Виходив з 2009 до 2011 року.
- «Ласкаво просимо» — проєкт зустрічей зі знаменитостями (ведуча — Алла Крута). Виходив з 2012 до 2014 року.
- «Відверто з Машею Єфросініною» — проєкт, у якому зіркові гості розповідали ведучій про своє життя і шлях до успіху (ведуча Марія Єфросиніна). Виходив з 2015 до 2016 року.

### Новорічні шоу та мюзикли
- 2013: Як дві краплі. Новорічний концерт
- 2014: Великий новорічний концерт, мюзикл «Аліса в країні чудес»
- 2015—2016: Говорить Україна. Новорічне шоу
- 2017: Велика новорічна пригода
- 2018: Фантастична ніч
- 2019: Привіт, 20-ті!
- 2020: Новорічна ніч на каналі «Україна»
- 2021: Новорічна Маска

### Телесеріали власного виробництва
Російськомовні
| - Не зарікайся — мелодрама (Валерія Ходос, Віталій Салий, Яна Соболевська, Анна Кошмал, Катерина Варченко) - Дворняжка Ляля — мелодрама (Олександр Попов, Оксана Жданова, Ада Роговцева) - Безсмертник — мелодрама (Марина Д'яконенко, Валентин Томусяк, Катерина Тишкевич) - Королева гри — мелодрама (Вахтанг Берідзе, Надія Бахтіна, Михайло Полосухін) - Сашка — мелодрама (Олександра Коваленко, Андрій Марчук, Марина Сохатська) - Поцілуй — мелодрама (Олена Якимова, Іван Колесніков, Євген Воловенко) - Катина любов — мелодрама (Ольга Павловець, Юрій Цурило) | - Врятувати боса — мелодрама (Олена Якимова, Ілля Іосифов, Анатолій Котенєв) - Копи з Перетопа — комедія (Микола Добринін, Микита Пресняков, Марія Аронова) - Клан Ювелірів — мелодрама (Наталя Денисенко, Андрій Федінчик, Костянтин Данилюк, В'ячеслав Довженко) - Співачка — мелодрама (Олександра Епштейн, Лі Берлінська, Павло Вишняков) - Райське місце — мелодрама (Клавдія Дрозд, Андрій Федінчик, Софія Пісьман) - На твоєму боці — кримінальна мелодрама (Дана Абизова і Дмитро Ратомський) |

Україномовні
- Черговий лікар (2016—2019) — комедійно-драматичний телесеріал. Перший україномовний телесеріал для не-прайм-тайму телеканалу «Україна»; виробництва «Film.UA» (6 сезонів з 207 серій).
- Лікар Ковальчук (2017—2018) — драматичний телесеріал. Перший україномовний серіал для прайм-тайму телеканалу «Україна»; виробництва кінокомпанії «Panopticum». Показ першого сезону (з 45 серій) розпочався 30 жовтня 2017 року[36][37] і завершився 29 грудня 2017 року. Другий сезон розпочався 1 жовтня 2018 року[38] і завершився 30 листопада 2018 року (2 сезони по 45 серій кожен) (пізніше — на «СТБ»).
- Обручка з рубіном (2018) — драматичний телесеріал виробництва кінокомпанії «Front Cinema» (частина «Медіа Групи Україна») (95 серій).
- Виходьте без дзвінка (2018—2020) — детективний телесеріал виробництва кінокомпанії «Три-Я-Да Продакшн». Показ 1—30 серій першого сезону тривав з 3 грудня 2018 року по 8 січня 2019 року. Продовження показу першого сезону відбулося з 28 жовтня по 8 листопада 2019 року. Показ другого сезону тривав з 11 листопада 2019 року по 10 січня 2020 року. Показ третього сезону тривав з 7 вересня по 16 жовтня 2020 року. Показ четвертого сезону тривав з 1 лютого по 18 березня 2021 року. (4 сезони по 40 серій кожен).
- Таємниці (2019) — драматичний телесеріал; 95-серійна мелодрама з детективною складовою виробництва кінокомпанії «Три-Я-Да Продакшн» (95 серій).
- Пошта (2019) — детективний телесеріал виробництва кінокомпанії «Film.UA» (40 серій).
- Діда Мороза не буває (2020) — комедійна мелодрама виробництва кінокомпанії «IVORY films» (міні-серіал з 4 серій).
- Відважні (2020) — детективний телесеріал виробництва кінокомпанії «Film.UA» (40 серій).
- Сага (2020) — драматичний телесеріал виробництва кінокомпанії «Три-Я-Да Продакшн» (12 серій).
- Виклик (2020—2021) — драматичний телесеріал виробництва кінокомпаній «IVORY films» та «Телепро» (2 сезони по 40 серій кожен) (пізніше — на «ICTV2»).
- Філін (2020—2021) — детективний телесеріал виробництва кінокомпаній «Телепро» та «Три-Я-Да Продакшн» (2 сезони з 56 серій).
- Люся інтерн (2021) — комедійний телесеріал виробництва кінокомпанії «Телепро» (1 сезон з 40 серій). Заснований на міжнародному форматі ситкому «Друга спроба Керол»[39].
- Топтун (2021) — детективний телесеріал виробництва кінокомпанії «IVORY films» (40 серій).
- Дитячий охоронець (2021) — детективний телесеріал виробництва кінокомпанії «Телепро» (40 серій).
- Водна поліція (2022) — драматичний телесеріал виробництва кінокомпанії «Space Production» (44 серії) (пізніше — на «СТБ»).

## Критика

### Засилля російськомовного контенту (1993—2018)
Практично всі роки свого існування телеканал «Україна» піддавався критиці як державних інституцій так і громадських організацій через трансляцію на ньому майже виключно російськомовного контенту: фільмів, серіалів тощо.
Згідно з моніторингом Рахункової палати України станом на 2003 рік «Україна» транслювала 100 % свого етерного часу російською (і відповідно 0 % українською). Хоча відсоток російськомовного контенту дещо зменшився у наступні роки.
Під час неодноразових моніторингів активістів ГО «Бойкот російського кіно» протягом 2014 року, було встановлено, що телеканал «Україна» рутинно порушує установлену законом квоту у 50 % національного аудіовізувального продукту в етері (ст. 9 Закону України «Про телебачення і радіомовлення») і рутинно показує 80-90 % свого щоденного контенту російською мовою. За результатами моніторингів ГО «Бойкот російського кіно» станом на 2014 рік частка російськомовного контенту каналу стабільно висока і показувала тенденцію до збільшення. Так, за результатами моніторингів ГО «Бойкот російського кіно» у період з 8 по 14 вересня 2014 року на «Україні» демонстрували найбільше російськомовних фільмів і серіалів з-поміж ТОП-10 загальноукраїнських телеканалів — 12 год 45 хв на добу. За даними моніторингу 27 вересня 2014 року, станом на кінець вересня частка російського контенту на каналі становила 87 % від загального часу мовлення. За результатами моніторингу, проведеного з 1 по 7 грудня, кількість російськомовного контенту збільшилась до 15 год 15 хв на добу, а в деякі дні — до понад 20 год на добу. За результатами моніторингу вересня 2014 року, станом на кінець вересня року на телеканалі «Україна» кількість російськомовного контенту становила майже 90 %, хоча згідно з моніторингом за 5-11 грудня 2014 року цей відсоток трохи зменшився і частка російськомовного контенту становила 84 %.
До 2017 року частка російськомовних програм ТРК Україна трохи зменшилася, але все одно становила понад 30 % етеру. Так за даними Нацради з питань телебачення і радіомовлення станом на березень 2017 року ТРК Україна транслювала 74 % свого етерного мовлення російською (і відповідно 26 % українською), хоча у грудні 2017 року моніторинг Нацради показав, що етерне мовлення ТРК Україна російською зменшилося до 34 % (і відповідно збільшилося до 66 % українською).
Станом на грудень 2017 року, за даними Нацради з питань телебачення і радіомовлення ТРК Україна транслювала всього 66 % свого етерного мовлення українською, хоча у 2003 році за даними Рахункової палати України ТРК Україна транслювала 0 % свого етерного мовлення українською.
З 19 серпня 2018 року канал «Україна» транслював вечірні випуски програм «Сьогодні» та «Сьогодні. Підсумки» українською мовою.

### Українофобська позиція каналу (трансляція концерту у Донецьку 7 липня 2007 року)
7 липня 2007 року гурт Mad Heads виступив на концерті до 75-річчя Донецької області на центральній площі Донецька. Гурт був єдиними виконавцями на концерті, які співали пісні українською. В телетрансляції телеканалу «Україна», що відбувалася у записі, виступ вирізали через україномовність пісень гурту, що багато українських журналістів оцінили як прояв українофобії каналу.

### Серіал власного виробництва «Не зарікайся» (квітень 2016)
Незважаючи на критику з боку суспільства, канал транслює серіали антиукраїнського напрямку. Зокрема, російськомовний телесеріал власного виробництва «Не зарікайся», де в позитивному світлі показано терористів ДНР/ЛНР, а також боротьбу сепаратистів «за свободу Донбасу» та «проти київської хунти».
Громадська рада при Нацраді з питань телебачення і радіомовлення після розгляду не знайшла підстав вважати серію № 66 серіалу такою, що має ознаки розпалювання ворожнечі та зазіхання на територіальну цілісність України, і не вважала за доцільне вдаватися до санкцій щодо каналу «Україна». Незалежна медійна рада також дійшла висновку про відсутність порушень законодавства у телесеріалі. Нацрада з ТБ призначила перевірку телеканалу, а серіал продовжив транслюватись.

### Піар політика Олега Ляшка (сюжет від 14 січня 2017 року)
14 січня 2017 року телеканал «Україна» показав сюжет про народження теляти у корови Смерічки, подарованої лідером «Радикальної партії» Олегом Ляшком багатодітній сім'ї переселенців. На думку журналістів інтернет-видання «Media Sapiens», сюжет не мав жодного інформаційного приводу і був знятий лише заради піару політика. Як зазначають автори статті, «цей сюжет переходить усі межі журналістської гідності».